# Peperucho Quintana
Carlos José Quintana Irurueta (Gualeguay, 23 de noviembre de 1959 - Victoria, 31 de agosto de 2011), conocido como Pepe o Peperucho, fue un pintor argentino. Fue autor de 250 obras, principalmente en collage. Su vida y obra estuvieron marcadas por haber transcurrido su adolescencia durante la dictadura cívico-militar argentina de 1976, así como sus recurrentes viajes entre Buenos Aires y Gualeguay.

## Biografía y carrera
Comenzó sus estudios superiores en la Escuela Provincial de Artes Plásticas de Gualeguay, en el año 1977. Sin embargo, solo cursó el primer año de la carrera. En 1979, con 20 años, se mudó a Mar del Plata. En el año 1982, asistió a un taller de dibujo, en el Museo Municipal de Arte “Juan Carlos Castagnino".
En 1983, volvió con su familia a Gualeguay. Participó del espacio cultural La Casa de Antares, la cual publicó NEOMENIA, un cuadernillo de poesía. NEOMENIA fue editada por La Casa de Antares, contó con tres números, con una tirada de 50 ejemplares cada uno. Ilustró la tapa de NEOMENIA n°3 con la técnicas de dibujo en tinta y estarcido con cepillo y tinta china. Es estos cuadernillos de poesía, publicó los poemas El Puente, NEOMENIA y Ángel Soñador.
En 1984 participó en la convocatoria para la realización de murales, organizada por la Asamblea Permanente por los Derechos Humanos Gualeguay. Participó en numerosas muestras colectivas e individuales en Gualeguay, en el Club Social Gualeguay, en la Biblioteca Popular Carlos Mastronardi, en SEGUAY (Sociedad de Escritores de Gualeguay) y en Coop.Art.E (Cooperativa de Artistas Entrerrianos).
En el 2005, se mudó a la Ciudad de Buenos Aires. Allí participó de algunas muestras en Boedo y Belgrano.

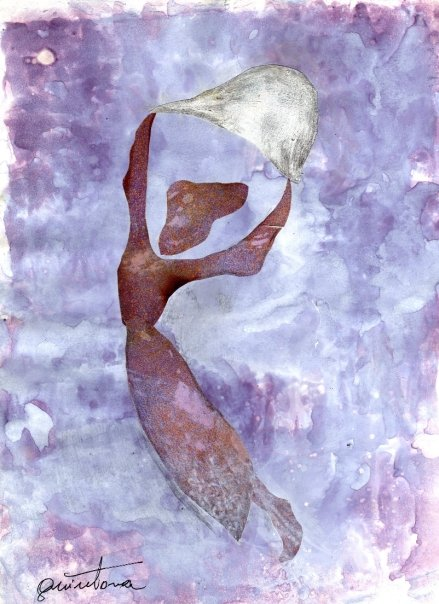
El Pañuelo Blanco, collage de Peperucho Quintana donde rinde homenaje a las Abuelas de Plaza de Mayo.

Vivió en Buenos Aires hasta el 2008, cuando le fue detectado un cáncer de cerebelo, que lo impulsó a volver a Entre Ríos. Primero se mudó a Gualeguay. Allí, en 2009, realizó la muestra Padre e Hijo, junto a Luciano Quintana, en el Museo Matt Lamb de Gualeguay.
En 2010 se mudó a Victoria, junto a su expareja e hijos, donde pasó sus últimos días.

## Legado
Luego de su fallecimiento, Fue colocada una placa con su nombre, en el aula-taller de Coop.Art.E (Cooperativa de Artistas Entrerrianos). A modo de homenaje, se realizaron muestras con su obra en collage, en el Club Social Gualeguay, en Coop.Art.E, y Museo Quirós Gualeguay.
Su obra en collage se ha convertido en una fuente de inspiración para la cultura emergente de Gualeguay.